# Werner von Veltheim

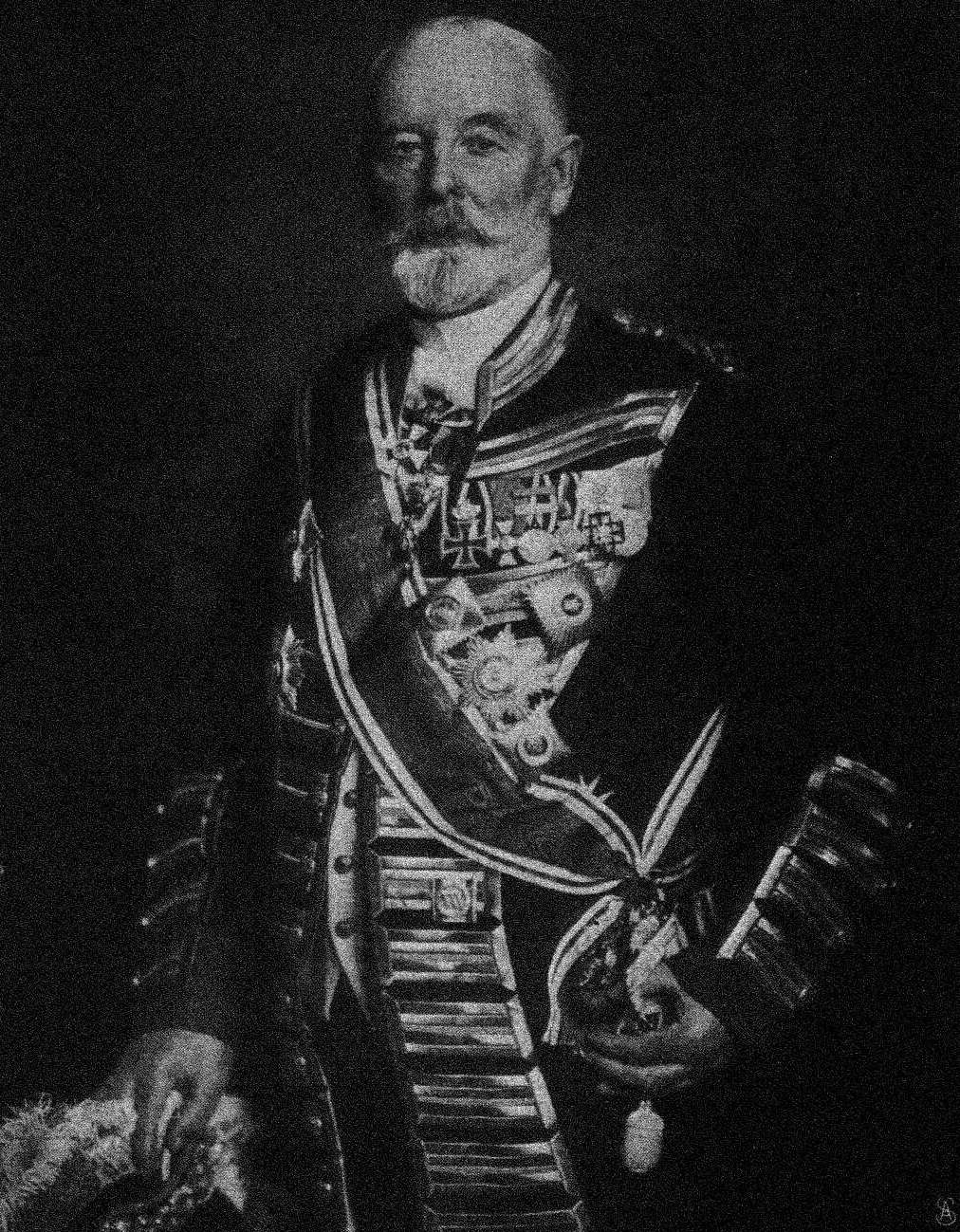
Werner von Veltheim, fotografiert von Nicola Perscheid

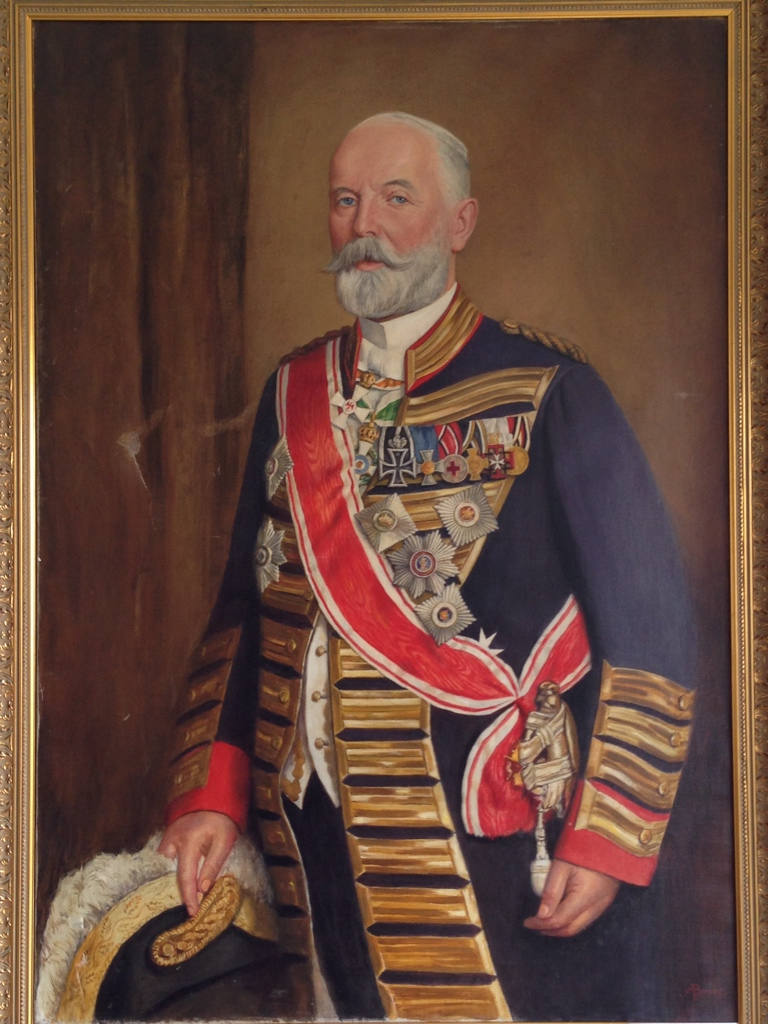
Franz Karl Adolf Werner von Veltheim

Franz Karl Adolf Werner von Veltheim (* 13. Mai 1843 in Ostrau, Provinz Sachsen; † 26. Mai 1919 in Schönfließ, Brandenburg) war Schlosshauptmann von Schloss Königs Wusterhausen und preußischer Politiker.

## Familie
Er entstammte einem alten niedersächsischen Adelsgeschlecht, das 1106 erstmals urkundlich erwähnt ist, und war der Sohn des Gutsbesitzers Werner von Veltheim (* 1. Juli 1817 in Halle (Saale); † 31. Juli 1855 in Ostrau), Gutsherr auf Ostrau, Kösseln, Groß-Weissand und Harbke, und der Margarethe Isidore von Krosigk (* 1. September 1824 in Rathmannsdorf; † 24. November 1885 in Zierow), einer Tochter des Adolf von Krosigk. Sein Großvater war der königlich preußische Oberberghauptmann Franz von Veltheim (1785–1839).
Veltheim heiratete am 28. Juli 1868 auf Gut Gadenstedt (heute Ortsteil von Ilsede, Landkreis Peine, Niedersachsen) seine Cousine Auguste von Gadenstedt (* 3. Januar 1849 in Gadenstedt; † 15. April 1886 in Schönfließ), die Tochter des herzoglich braunschweigischen Hofstallmeisters Albrecht von Gadenstedt, Gutsherr auf Gadenstedt, und der Hedwig von Krosigk (1828–1862), einer weiteren Tochter des Adolf von Krosigk.
Das Ehepaar hatte drei Töchter und drei Söhne. Erster Erbe im Gutsbesitztum wurde Franz von Veltheim, verheiratet mit Frieda von der Lancken-Wakenitz, Rittmeister, begann wiederum seine Vita als späterer Gutsherr auf der Ritterakademie auf der Dominsel zu Brandenburg. Ihm folgte sein Bruder Burghard von Veltheim auf Schönfließ. Der dritte Sohn Werner (1877–1939) war zuletzt Landwirt, davor Regierungsreferendar und zuerst Schüler am Pädagogium zu Putbus.

## Leben
Veltheim war königlich preußischer Major a. D., Kammerherr und Zeremonienmeister, Schlosshauptmann von Schloss Königs Wusterhausen im Landkreis Dahme-Spreewald (Brandenburg) und seit 1886 Rechtsritter des Johanniterordens. Nach dem Generaladressbuch der Rittergutsbesitzer des Königreiches Preußen hatte sein Gut Schönfließ eine Größe von 555,60 ha Land nebst Brennerei und Ziegelei. Schönfließ hatte er 1859 einst von seinem Onkel Major Karl Achaz übernommen, der ohne Nachfahren starb.
Veltheim war von 1886 bis 1908 gewählter Abgeordneter im Preußischen Abgeordnetenhaus für den Wahlkreis Potsdam 4 (Oberbarnim, Niederbarnim) und von 1908 bis 1918 Mitglied des Preußischen Herrenhauses auf Präsentation des alten und befestigten Grundbesitz im Landschaftsbezirk Mittelmark (Barnim).  Am 10. Dezember 1907 verkaufte von Veltheim etwa 750 ha Grund im Bereich der Stolper Heide; auf dieser Fläche entstand dann ab 1910 die Gartenstadt Berlin-Frohnau.  Als Besitzer des Schlosses Schönfließ ist er der Namensgeber der Veltheimstraße im Bezirk Berlin-Reinickendorf.